# Simon Cowell

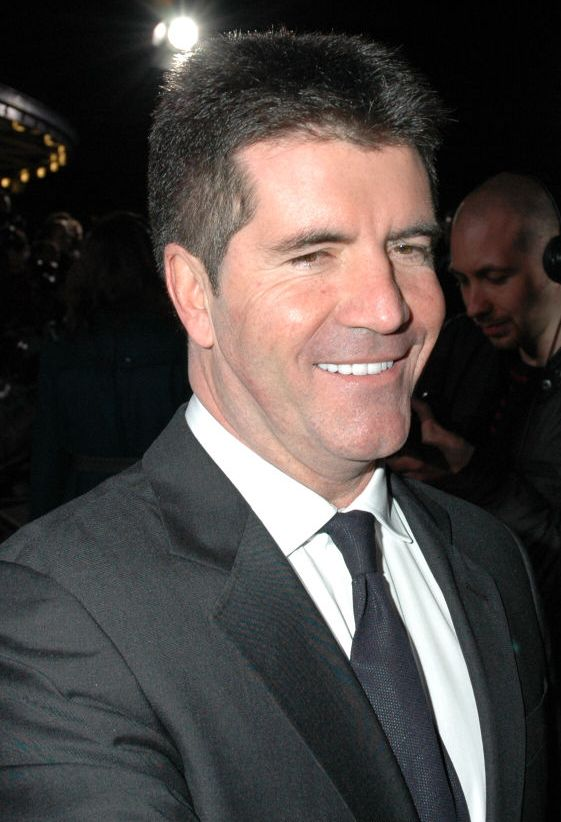
Simon Cowell

Simon Cowell, född 7 oktober 1959 i Lambeth i London, är en brittisk tv-personlighet och entreprenör. Han är huvudsakligen känd som jurymedlem i TV-programmen The X Factor och American Idol. Cowell var tidigare musikansvarig för Sony BMG och är idag ägare till produktionsbolaget Syco Entertainment. 
Cowell har genom sin medverkan i American Idol blivit världens bäst betalda manliga TV-profil. Innan dess figurerade Cowell i brittiska Pop Idol, som är förlagan till American Idol, men valde efter ett par år att lansera den egna uppföljaren The X Factor. Cowells bolag Syco TV står även bakom programmen America's Got Talent och Britain's Got Talent. Han har även arbetat som wonderdog i ett brittiskt tv-program.

## Karriär
Cowell föddes i Lambeth i London men växte upp i Elstree i Hertfordshire. Han slutade skolan vid femton års ålder och fick därefter anställning inom skivindustrin när karriären inom TV fick oväntad fart. Detta var möjligt tack vare kontakter förmedlade av hans far, som var företagsledare inom skivbolaget EMI. Cowell har även medverkat i filmer som Scary Movie 3 och TV-serier som The Simpsons där de har parodierat honom och hans personlighet från American Idol. Han har även gjort rösten till sig själv i långfilmen Shrek 2.
Simon har också medverkat i det populära, brittiska motorprogrammet Top Gear. I "Star in a reasonably-priced car" körde han Top Gear-banan på tiden 1:47.1 vilket var rekord då.

## Egna formatet X-Factor
Simon Cowell är en av skaparna bakom The X-Factor, dess exekutiva producent och ägare genom bolaget Syco TV och även anledningen till att programmet visas istället för Popidol i Storbritannien. Simon hade blivit den i särklass starkaste stjärnan i programmet och när han inte längre ville vara med utan istället lansera sitt eget format X-Factor var det självklart för TV-bolaget ITV att köpa programmet för att man inte skulle tappa Cowell. Namnet The X Factor står för det extra som finns hos dem som verkligen har en talang som krävs för att bli en stor stjärna.
Under april 2009 gick det rykten i TV-branschen att Cowell hade planer på att lansera en amerikansk version av The X Factor efter att hans kontrakt med American Idol går ut. Under sitt nuvarande kontrakt är Cowell förbjuden att lansera formatet i USA så länge han själv syns i American Idol. TV-bolaget NBC, som haft stora framgångar med Cowells format Americas Got Talent, uppgavs vara villiga att betala stora summor för att få sända X-Factor i USA. Det spekulerades i att Louis Walsh och Cheryl Cole från brittiska X-Factor skulle bli domare i sällskap med tidigare American Idol-domaren Paula Abdul. Under september 2009 florerade rykten i media om att Fox gått med på att lansera X-Factor i sitt nätverk om Cowell också fortsätter som domare i en tionde säsong av American Idol.